# Arsikere
Arsikere è una città dell'India di 43.125 abitanti, situata nel distretto di Hassan, nello stato federato del Karnataka. In base al numero di abitanti la città rientra nella classe III (da 20.000 a 49.999 persone).

## Geografia fisica
La città è situata a 13° 18' 50 N e 76° 15' 22 E e ha un'altitudine di 806 m s.l.m..

## Società

### Evoluzione demografica
Al censimento del 2001 la popolazione di Arsikere assommava a 43.125 persone, delle quali 21.797 maschi e 21.328 femmine. I bambini di età inferiore o uguale ai sei anni assommavano a 4.747, dei quali 2.417 maschi e 2.330 femmine. Infine, coloro che erano in grado di saper almeno leggere e scrivere erano 32.358, dei quali 17.272 maschi e 15.086 femmine.